# Arthur Pavlovitch de Mohrenheim
Arthur Thadée Paul, baron de Mohrenheim (russe : Артур Павлович Моренгейм, 27 mai-8 juin 1824 à Moscou-1906 à Pau, en France) est un diplomate russe considéré comme l'architecte de l'Alliance franco-russe en 1894.
Ambassadeur de Russie à Paris, le baron de Mohrenheim était un habitué des cures thermales et se rendait régulièrement dans la station auvergnate de Royat-les-Bains où il avait ses habitudes. Il est ainsi attesté de manière certaine dans la station en juillet 1887, août 1888, juillet 1889, 1892, juillet 1893, juillet 1897 au moins. 
En juillet 1889, il loge ainsi au "Grand Hôtel Servant" (propriété de Léon Servant et hôtel le plus en vue de la station - c'est-à-dire le futur "Grand Hôtel et Majestic Palace") ; en juillet 1893 il descend au sein des "Grands Hôtels Continental et des Bains" (propriété de la famille Fournier-Battu) ; en juillet 1897, il est hébergé dans le "Chalet des Bains" dépendances de l'Hôtel Continental.
Il était marié à Louise Marie Barbe baronne von Korff.